# Horst W. Drescher

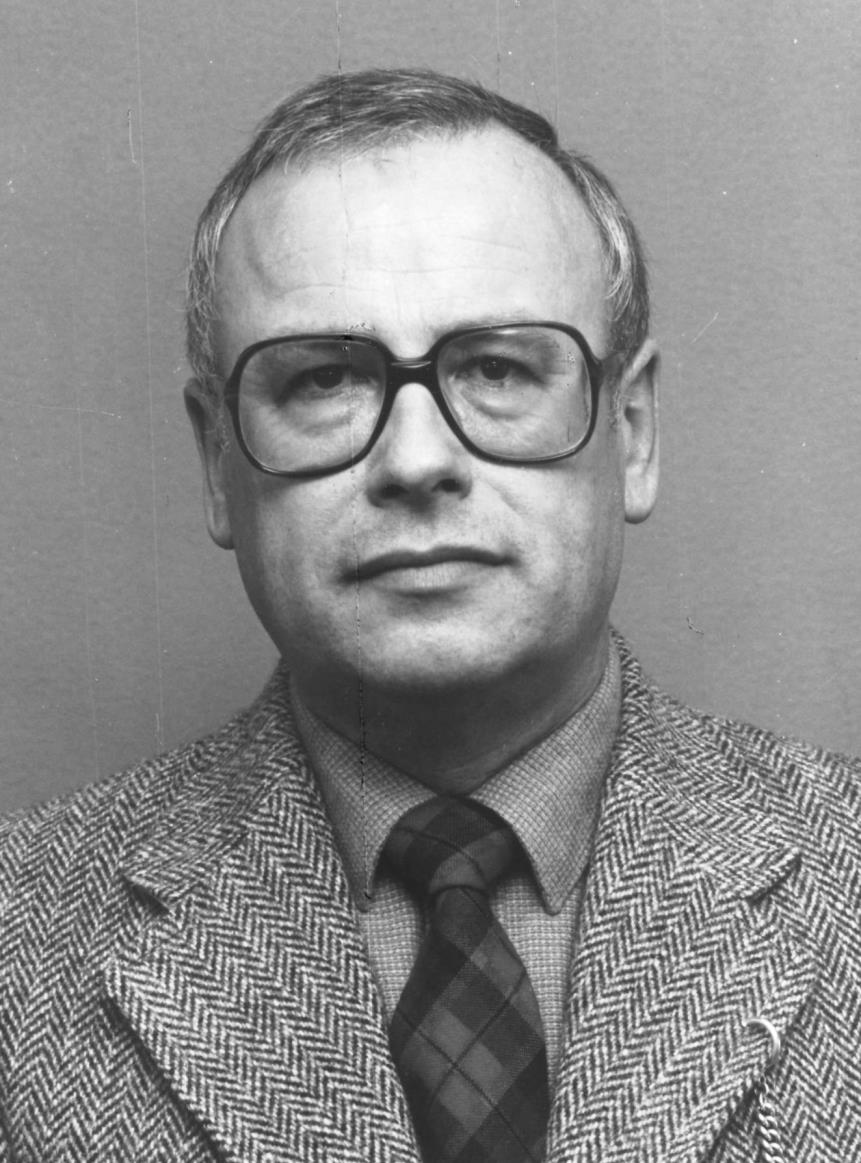
Horst Drescher aufgenommen von Axel Stephan, Universitätsarchiv Mainz.

Horst W. Drescher (* 30. Januar 1932 in Bad Reichenhall als Horst Wilhelm Drescher; † 13. Juli 2013 in Bellheim) war ein deutscher Anglist, dessen Forschungsschwerpunkt auf der englischen und vor allem schottischen Literatur lag. Er war Professor am Institut für Anglistik, Amerikanistik und Anglophonie der Johannes Gutenberg-Universität Mainz.

## Leben und Wirken
Horst W. Drescher legte 1951 das Abitur ab. Er studierte Anglistik, Romanistik, Philosophie und Pädagogik an der Johannes Gutenberg-Universität Mainz, der Ruprecht-Karls-Universität Heidelberg und der Philipps-Universität Marburg. Nach seiner Promotion über den Frühviktorianer Robert Smith Surtees an der Universität Marburg bei Horst Oppel wurde er Lektor für Englisch an derselben Universität. 1969 verfasste er seine Habilitationsschrift über Themen und Formen des periodischen Essays im späten 18. Jahrhundert und wurde im selben Jahr ordentlicher Professor am Fachbereich Angewandte Sprachwissenschaft der Johannes Gutenberg-Universität Mainz in Germersheim. Dort setzte er sich unter anderem für den Übergang vom Auslands- und Dolmetscherinstitut in den Fachbereich Angewandte Sprachwissenschaft und die Konzeption des achtsemestrigen Studiengangs ein, der 1977 eingeführt wurde. Er war Dekan sowie gewähltes Mitglied des Senats und des Haushaltsausschusses der Universität.
In seiner Forschung beschäftigte er sich mit Literatur und soziokulturellem Kontext, schottischer Literatur- und Geistesgeschichte, zeitgenössischer englischer Literatur sowie literarischen Übersetzungen. 1984 erhielt er den Robert Bruce Award for Outstanding Service to Scottish Studies der Old Dominion University in Norfolk (Virginia).

## Ämter und Mitgliedschaften
- Gründer und Leiter der Forschungsabteilung Scottish Studies Centre
- Ehrenvorsitzender der Saltire Society
- Vizepräsident der Association for Scottish Literary Studies
- Honorary Research Fellow des Institute for Advanced Studies in the Humanities (University of Edinburgh)
- Honorary Research Fellow der School of Scottish Studies (University of Glasgow)
- Mitglied der Carlyle Society

## Publikationen (Auswahl)
- Henry Mackenzie: Letters to Elizabeth Rose of Kilravock. On Literature, Events and People 1768–1815. Münster: Aschendorff 1967
- Themen und Formen des periodischen Essays im späten 18. Jahrhundert: Untersuchungen zu den schottischen Wochenschriften „The Mirror“ und „The Lounger“. Frankfurt: Athenäum 1971
- „British Literature.“ World of Literature since 1945: Critical Surveys of the Contemporary Literatures of Europe and the Americas. Ed. Ivar Ivask and Gero v. Wilpert. New York: Frederick Ungar 1973, S. 65–121
- zusammen mit Rüdiger Ahrens, Karl-Heinz Stoll: Lexikon der englischen Literatur (= Kröners Taschenausgabe. Band 465). Kröner, Stuttgart 1979, ISBN 3-520-46501-9.
- Hrsg. zusammen mit Hermann Völkel: Nationalism in Literature – Literarischer Nationalismus: Literature, Language and National Identity. Third International Scottish Studies Symposium, Proceedings. Scottish Studies 8. Frankfurt / Bern / New York / Paris: Lang 1989
- Literature and Literati. The Literary Correspondence and Notebooks of Henry Mackenzie. Vol. I: Letters 1766–1827. Scottish Studies 5. Frankfurt/Bern/New York/Paris: Lang 1989